# Дворчанин Гнат Симонович
Дворчанин Гнат Семенович (біл. Дварча́нін Ігна́т Сямёнавіч) (27 травня (8 червня) 1895, с. Погіри, Слонімський повіт Гродненської губернії, Литовське генерал-губернаторство, (нині Дятлівський район, Гродненська область) — 8 грудня 1937, Ленінград) — діяч білоруського національного руху, поет, літературознавець.

## Біографія
У 1912—1915 рр. працював народним учителем у с. Хмельниця (Слонімський повіт). У травні 1915 мобілізований в армію, разом з відступаючими військами прибув до м. Твер. Після закінчення у 1916 школи прапорщиків у м. Араніенбаум (нині Ломоносов) служив в запасному полку в Москві. 3 осені 1916 на Західному фронті, підпоручник.
3 червня 1917 в Мінську, 3 червня 1917 вступив до БСГ, брав участь у 3-му з'їзді (жовтень 1917), в підготовці Всебілоруського з'їзду (1917), роботі Центральної Білоруської військової Ради.
У кінці грудня 1917 виїхав до батька до Новочеркаську, звільнився з військової служби та отримав статус біженця. У березні 1918 на запрошення А. Червякова переїхав до Москви, де був призначений секретарем культурно-просвітнього відділу Білоруського національного комісаріату. На нараді вчителів шкіл Білорусі (21-23 липня 1918) виступав з доповіддю, де підкреслював вагомість вивчення білоруської мови, літератури, історії для пробудження національної свідомості та людської гідності білоруського народу. З серпня 1918 року на батьківщині, відкрив початкову білоруську школу в с. Пецюки (Дятловська волость Новогрудського повіту), вів культурно-освітню роботу. У 1919 вступив на вчительські курси в Вільнюсі, але був заарештований польською владою і відправлений в Білостоцький концтабір, звідки в грудні втік. У 1920 з приходом Червоної Армії прибув до Мінська. З серпня 1920 до липня 1921 року у Вільнюсі. Працював сторожем, писарем у канцелярії білоруського відділу в Департаменті освіти, вчителем у містечку Свір (Свенцянський повіт). У 1921 здав екстерном іспити за курс Віленської білоруської гімназії. Виконував доручення Білоруського національного комітету і Центральної білоруської шкільної ради. Влітку 1921 спрямований Білоруським національним комітетом до Латвії, де читав лекції з білорусознавства на вчительських курсах у Двінську (нині м. Даугавпілс), брав участь у створенні культурно-просвітницького товариства білоруського національної меншини "Батьківщина", входив до його керівництва. У вересні 1921 від товариства «Батьківщина» делегований до Праги на Білоруський політичну конференцію.
Закінчив історико-філологічний факультет Празького університету (1925) зі ступенем доктора філософії.  Празький період життя Гната Дворчанина характеризується активною громадською діяльністю.  Він був головою Об'єднання прогресивних білоруських студентів, членом Білоруської Ради, яка об'єднувала білоруську еміграцію в Чехословаччині.
З 1926 року у Вільнюсі вступив до Білоруської селянсько-робітничої громади (БКРГ), був тісно пов'язаний з її керівництвом, виконував доручення Центрального секретаріату БКРГ, вів лекції у Вільнюському гуртку громади. Працював секретарем Білоруського видавничого товариства, учителем Віленської білоруської гімназії. У 1928 від Новогрудського виборчого округу обраний до польського сейму, учасник білоруського робітничо-селянського посольського клубу «Змагання», який фактично продовжував діяльність Громади. У 1930 заарештований польською владою і засуджений на 8 років в'язниці. Звільнений 15 вересня 1932 в результаті обміну політв'язнями між СРСР і Польщею і переїхав до Білорусі.
3 листопада 1932 працював в АН Білорусі в комісії з вивчення Західної Білорусі, був в. о. директора Інституту мовознавства.
16 серпня 1933 заарештований НКВС у справі «Білоруського національного центру». Постановою судової колегії 9 січня 1934 засуджений до вищої міри покарання, яку замінили на 10 років позбавлення волі. Покарання відбував на Соловецьких островах і будівництві Біломорсько-Балтійського каналу. За вироком «трійки» від 25 листопада 1937 засуджений до розстрілу. Реабілітований за двома вироками у 1956 році військовим трибуналом БВО.

## Творчість
Друкувався з 1917. Вірші Гната Дворчанина містилися в газеті «Денниця» (біл. «Дзянніца»), журналах «Рідні гони» (біл. «Родныя гоні»), «Блискавка», «Наш шлях», «Молоде життя», «Білоруська школа в Латвії» та ін. Тематика творів цього періоду — боротьба за відродження білоруської культури, підняття її на більш якісний рівень, усвідомлення білоруським народом своєї історичної і політичної значущості, рівності з іншими народами.
Під час навчання в Празькому університеті розміщував вірші революційно-романтичної спрямованості в студентських виданнях «Промінь», «Студентська думка», «Перевесла». У 1926 захистив дисертацію на тему «Франциск Скорина як культурний діяч і гуманіст на білоруському терені» (рукопис зберігається в Празькому університеті). У рукописах збереглися його роботи «Франциск Скорина щодо трудового народу»,«3 історії друкованих видань про Скорину»,«Спроба опису бібліографії про доктора Франциска Скорину».
Уклав і в 1927 видав у Вільно «Хрестоматію нової білоруського літератури (від 1905 року)», в якій вміщено твори білоруських письменників, подані короткі коментарі про їх життєвий і творчий шлях. Видання відіграло велику роль у шкільному навчанні і патріотичному вихованні західнобілоруської молоді, стало подією в суспільно-культурному житті Західної Білорусі. З 1927 співпрацював із журналами «Рідні гони», «Маланка», редагував білоруські газети.
У наш час перевидавалися лише 8 віршів у збірнику «Роздоріжжя волі» (1990, під редакцією Володимира Колесника). Найвідоміший вірш «Поклик» (надрукований у газеті «Вільна Білорусь» у листопаді 1917) і переклад білоруською мовою поеми А. Блока «Дванадцять».

## Вшанування пам'яті
У м. Дятлово встановлено пам'ятник Гнату Дворчанину, на батьківщині в с. Погіри встановлено меморіальну дошку.